# Stratigrafia isotopica
La stratigrafia isotopica è una disciplina della geochimica che si occupa dello studio delle variazioni tra i rapporti isotopici di alcuni elementi significativi, che si verificano nel corso del tempo geologico.

## Legame tra isotopi stabili ed ambiente
In natura, gli elementi chimici possono essere rappresentati da più isotopi, ovvero atomi di uno stesso elemento, caratterizzati da un diverso numero di neutroni nel nucleo.

Quando il rapporto protoni/neutroni non supera quel valore tale da compromettere l'equilibrio dell'atomo, generando il fenomeno di stabilizzazione noto come decadimento radioattivo, l'isotopo viene detto stabile. Ovvero, nel tempo, non tenderà ad emettere energia e particelle subnucleari per conquistare la stabilità energetica, dando origine, al termine del processo, al nucleo figlio (un elemento differente, caratterizzato da stabilità energetica).
In natura esistono complessivamente 270 isotopi stabili, appartenenti a svariati elementi chimici, il cui tasso di diffusione relativa (ovvero tra diversi isotopi di un medesimo elemento) risulta strettamente legato a fattori di natura climatico-ambientale e, indirettamente, biologici.

Infatti, ad una variazione climatica corrisponde, attraverso una serie di fenomeni di natura biochimica, una variazione del rapporto isotopico tra gli isotopi stabili di un determinato elemento, poiché tali isotopi interagiscono con la biosfera direttamente, entrando nel ciclo biologico e risultandone, quindi influenzati.
Studiando la variazione, nel corso delle ere geologiche, dei rapporti di diffusione isotopica, si è osservato che spesso queste risultano sincrone su scala mondiale (limitatamente al Pleistocene).
Ciò ha permesso di comprendere come, su scala mondiale, fattori climatico-ambientali e biologici, si siano verificati contemporaneamente, provocando una sensibile variazione della diffusione relativa di alcuni isotopi.
Ovviamente però, la sola stratigrafia isotopica, non ha valore assoluto, poiché spesso semplicemente riferibile a variazioni climatiche o ambientali su scala regionale. 
Tuttavia tale tecnica, affiancata a studi biostratigrafici, radiometrici o paleomagnetici, permette di ottenere informazioni dettagliate anche su scala globale.
Tra gli elementi più significativi per lo studio stratigrafico, troviamo il carbonio e l'ossigeno, che sono elementi strettamente legati ai processi biochimici (animali e vegetali) caratteristici della biosfera.

## Importanza stratigrafica del Carbonio
Il carbonio costituisce l'elemento alla base della chimica organica, quindi presente in tutte le molecole dei composti organici, e possiede tre isotopi: 12C, 13C, 14C.
Il 12C costituisce l'isotopo rappresentativo dell'elemento, poiché è il più diffuso in natura (98,89%), ed è stabile.
 
Il 13C, anch'esso stabile, costituisce all'incirca l'1,1% del carbonio totale, mentre il 14C è l'unico isotpo instabile, quindi radioattivo, dei tre. È anche quello meno diffuso, poiché il suo tasso di diffusione naturale è pari a circa un nuclide di 14C ogni 400 miliardi di atomi di carbonio stabile (quindi, sia 12C che 13C).
Il 12C rappresenta l'elemento alla base del fenomeno della fotosintesi, ovvero il processo biochimico che permette alle piante verdi, fissatori primari, di produrre energia immettendo nell'ambiente, come sottoprodotto della reazione, molecole di ossigeno.
L'isotopo 12C, il più leggero e diffuso, viene dunque assorbito dai fissatori primari, originando il cosiddetto frazionamento fotosintetico: questo fenomeno comporta un impoverimento nell'atmosfera di carbonio-12, con conseguente aumento del tasso di 13C.

Il 12C assorbito dai fissatori primari, alla loro morte, verrà liberato all'interno dei sedimenti o dei suoli, attraverso i quali si verificherà il ritorno in circolazione dell'isotopo.
Studiando la concentrazione relativa di 13C/12C, in relazione all'attività fotosintetica dei fissatori primari, risulterà possibile ricostruire con ottima approssimazione l'andamento biologico.
Un aumento relativo del 12C ai danni del 13C (escursione negativa del rapporto) indica un periodo di bassa attività fotosintetica, conseguente ad una crisi biologica, spesso legata ad un abbassamento della temperatura (su scala globale o regionale). Se il clima è freddo, diminuisce l'attività fotosintetica dei fissatori primari, comportando un aumento relativo di 12C, che non viene più assorbito in quantità considerevoli.
Viceversa, se il 13C aumenta in relazione al 12C, significa che ci si trova di fronte ad un periodo di proliferazione biologica, indicato dalla considerevole attività fotosintetica vegetale.
Nei periodi corrispondenti a consistenti estinzioni di massa come nel passaggio Permiano-Triassico o Cretaceo-Paleogene, sono state riscontrate oscillazioni negative del rapporto isotopico 13C/12C, indice appunto di una scarsa attività fotosintetica.

## L'importanza degli isotopi dell'Ossigeno nello studio delle variazioni climatiche
Anche l'ossigeno costituisce un elemento fondamentale nella stratigrafia isotopica. Indispensabile alla vita, sia animale che vegetale, permette di trarre importantissime indicazioni circa l'andamento climatico su scala sia regionale che globale.
Come il carbonio, anche l'ossigeno è presente in natura sotto una triplice forma isotopica: vi sono infatti l'16O (99,762%), l'17O (0,038%) e l'18O (0,2%). 
Sono tutti isotopi stabili.
Lo studio del rapporto tra gli isotopi 18O ed 16O, che è presente nel CaCO3 dei gusci di alcuni organismi marini come, ad esempio, i foraminiferi, rappresenta uno strumento assai efficace per studiare l'andamento della temperatura delle acque oceaniche. Il rapporto tra 18O ed 16O dipende strettamente dalla temperatura delle acque oceaniche.
L'16O è più leggero rispetto all'isotopo 18 del medesimo elemento. Pertanto le molecole di acqua costituite da idrogeno ed 16O, evaporeranno più facilmente rispetto a quelle in cui è contenuto l'18O.
In questo modo, l'acqua contenente l'isotopo 16O tenderà ad essere intrappolata nelle calotte polari, aumentando così la diffusione relativa dell'18O nelle acque oceaniche.
Nei periodi caldi, il bilancio idrologico è tale da mantenere invariato il rapporto 18O/16O.
Al contrario, nei periodi freddi il congelamento dell'acqua contenente 16O provoca un impoverimento di tale isotopo delle acque oceaniche, ed un relativo incremento dell'18O.
Organismi come i foraminiferi si servono dell'ossigeno presente nelle acque oceaniche per produrre il carbonato di calcio (CaCO3), indispensabile alla formazione del guscio. In questo modo, verificando il rapporto isotopico 18O/16O presente nei gusci degli organismi marini, sarà possibile ottenere utili informazioni circa l'andamento climatico e la temperatura delle acque oceaniche.
Un aumento del tasso di 18O indica una diminuzione della temperatura, con conseguente passaggio allo stato solido delle molecole di acqua contenenti 16O.
Quando è invece il tasso di 16O a subire un aumento relativo, ci si troverà di fronte ad un chiaro indizio dell'aumento della temperatura media delle acque oceaniche, dovuta ad una minore produzione di ghiaccio.
Attualmente lo standard di riferimento, in relazione all'attuale andamento climatico su scala planetaria, è lo SMOW (acronimo di Standard Mean Ocean Water), cui si affianca il PDB, ovvero il rapporto isotopico misurato nella Belemnitella americana, in particolare in un esemplare rinvenuto in Carolina del Nord, nella Pee Dee Formation del Cretacico.
Bisogna considerare che, mentre nei periodi glaciali, le oscillazioni del rapporto isotopico 18O/16O hanno rilevanza planetaria, in quanto dovute al cambiamento di volume delle masse glaciali, nei periodi che intercorrono tra una glaciazione ed un'altra, rivestono un significato esclusivamente regionale, poiché influenzate da fattori che non agiscono su scala globale.

## Valore attuale dello S.M.O.W.
Lo standard S.M.O.W. fu definito a Vienna nel 1968 dall'Agenzia internazionale per l'energia atomica (per questo definito anche V.S.M.O.W.), come il rapporto tra la concentrazione molare dell'isotopo più raro rispetto all'isotopo di maggior diffusione, e viene espressa in parti per milione. Attualmente, lo standard S.M.O.W. viene definito ricorrendo, oltre al rapporto 18O/16O, anche al rapporto tra gli isotopi dell'idrogeno, ed è definito come segue:
- 2H / 1H = 155,76 ± 0,1 ppm (parti per milione) (per un rapporto di circa 1 parte ogni 6.420 parti)
- 3H / 1H = 1,85 ±0,36 × 10 −11 ppm (un rapporto di 1 parte per circa 5.41 × 1016 parti)
- 18O / 16O = 2005,20 ± 0,43 ppm (un rapporto di 1 parte per circa 498.7 parti)
- 17O / 16O = 379,9 ± 1,6 ppm (un rapporto di 1 parte ogni circa 2.632 parti)

## Limiti nell'applicazione della stratigrafia isotopica dell'ossigeno
Sebbene sia considerata molto utile per la ricostruzione paleoclimatica, in realtà la stratificazione isotopica dell'ossigeno presenta una serie di limiti:
- Non può essere applicata ad organismi che sono caratterizzati da una considerevole estensione del proprio habitat in ambiente oceanico. La variazione della profondità cui talune specie proliferano, comporta una variazione naturale, dovuta appunto alla variazione della temperatura, del rapporto isotopico, che non può in alcun modo essere posta in correlazione con eventi di natura climatica su scala né regionale, né tanto meno planetaria.

- In alcuni bacini marini è possibile che la variazione della salinità cui talvolta sono soggette le acque possano alterare il rapporto isotopico.

- Il Fanerozoico è caratterizzato da una prevalente assenza di periodi glaciali. Pertanto in tale intervallo di tempo, le variazioni registrate del rapporto isotopico dell'ossigeno sono imputabili esclusivamente a fattori agenti su scala locale.